# Fluture Monarh
Fluturașul Monarh (Danaus plexippus) este un fluture din familia Nymphalidae.

## Caracteristici

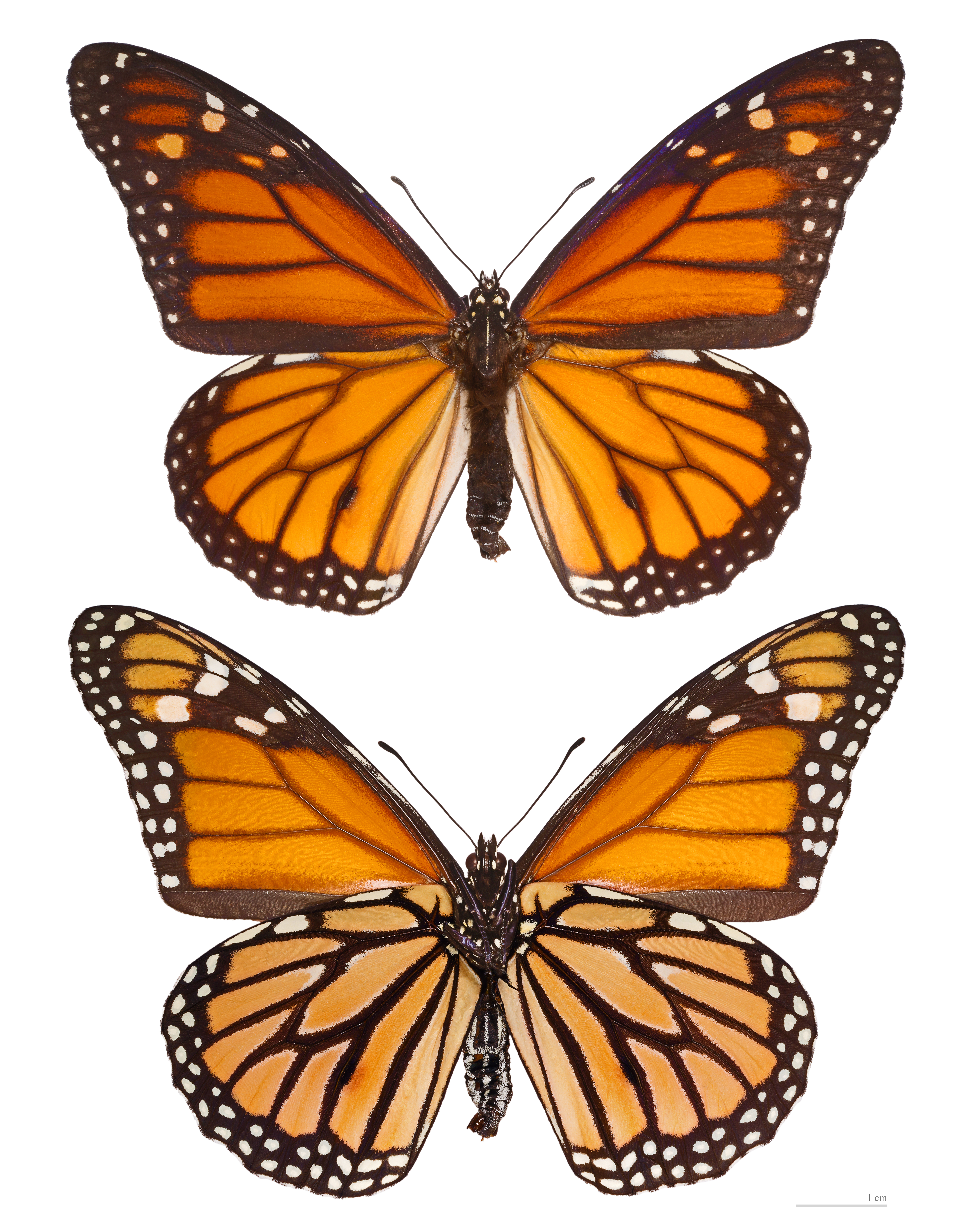
♂
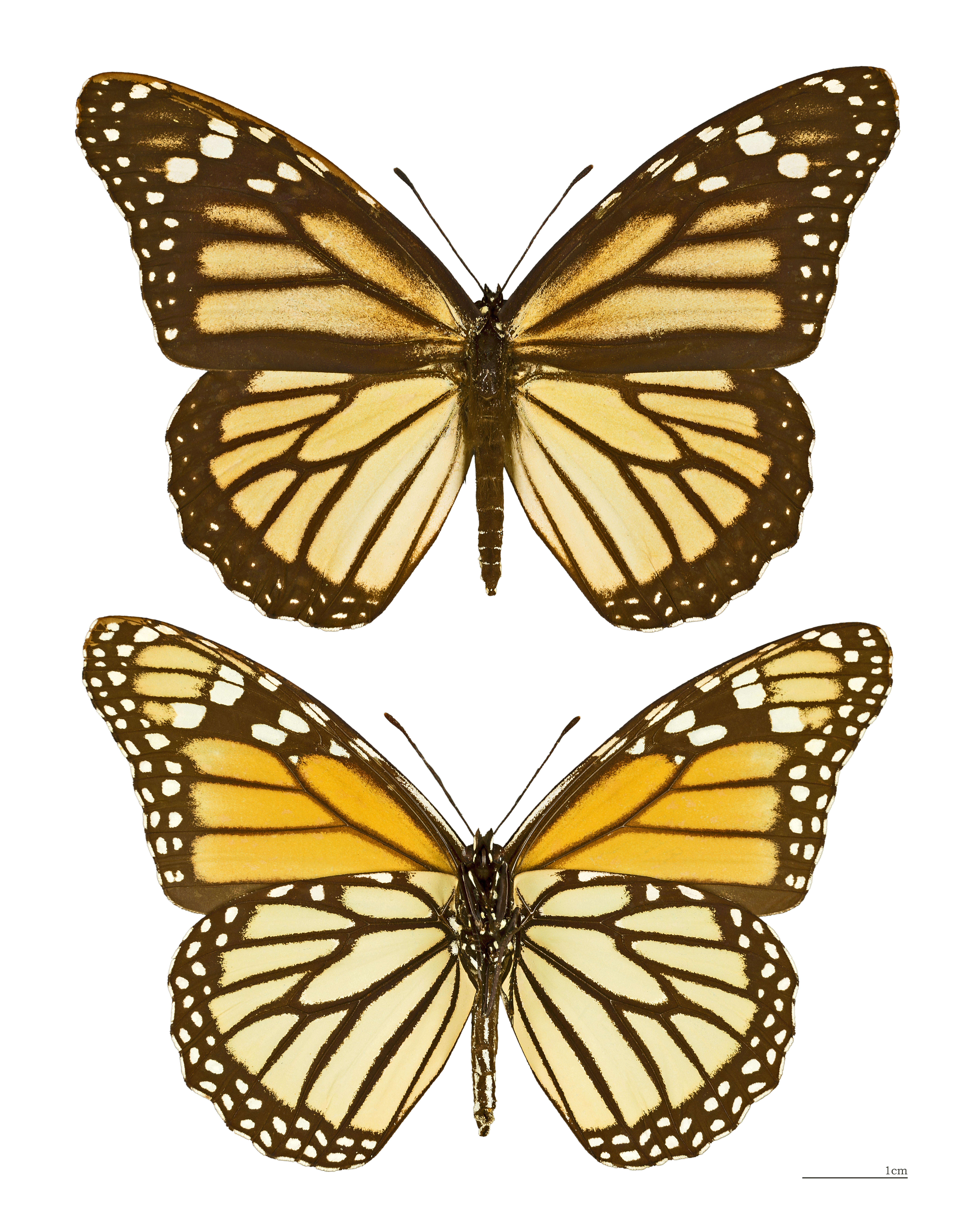
♀

Fluturele Monarh are aripile de culoare brun-roșcată cu nervuri de culoare neagră, pe marginea aripilor sunt două rânduri de puncte albe. Fluturele cu aripile dechise atinge 10 cm lățime. Masculul se poate deosebi de femelă prin curbura aripilor, masculul are aripile arcuite în sus, pe când femela în jos. O specie asemănătoare de fluture este „Monarhul african” (Danaus chrysippus).

## Timpul zborului
Fluturele Monarh, din generatia  toamnă și primăvară, este un fluture migrator, care zboară ca. 4000 de km, (70 km/zi) în timp de 8 săptămâni din America de Nord (SUA de la granița canadiană) până în Mexic. Pe timpul zborului se hrănește cu nectarul florilor de câmp și din smârcuri, care din păcate prin agricultura extensivă, devin tot mai rari.
Migrația fluturelui Monarh este o problemă nerezolvată în biologie.